# 月光下的凤尾竹
月光下的凤尾竹是一首傣族乐曲，由倪維德作詞，施光南作曲，以葫芦丝演奏的版本最為常見；后燕妮、关牧村等也演唱过该曲目的歌唱版本。